# Гімназія № 8 (Дрогобич)
Гімназія № 8 Дрогобицької міської ради Львівської області — загальноосвітній навчальний заклад у місті Дрогобич.

## Історія

### Польський період
Школа споруджувалася в 1920-х роках у рамках будівництва колонії (поселення) для робітників заводу «Польмін». Вона відкрилася в 1927 році. Навчання проводили виключно польською мовою.
Відкриття семирічної школи спричинило відтік учнів зі шкіл усього міста. При школі були стадіон і 25-метровий бетонний басейн (на місці сучасного штучного поля).
У міжвоєнний період у приміщенні школи розміщувалися різні заводські спортивні клуби. Наприклад, там діяв місцевий клуб автолюбителів.

### Радянський період
У цей період була Середня школою № 8. 
Із 1973 до 1983 року тут навчався майбутній міський голова Дрогобича Тарас Кучма.

## Випускники
- Тарас Кучма — міський голова Дрогобича (2015-2020, 2020-н.ч.).